# Военный орден Лачплесиса
Вое́нный о́рден Лачплесиса (латыш. Lāčplēša Kara ordenis) — государственная военная награда Латвии, предназначавшаяся для вознаграждения заслуг в Первой мировой войне и Освободительной войне Латвии.

## История
Военный орден Лачплесиса был первой, высшей и до 1924 года единственной наградой Латвии. Его учреждение было инициировано главнокомандующим армией Латвии, полковником Янисом Балодисом.
Датой учреждения ордена считается 11 ноября 1919 года (день освобождения Риги от войск Павла Бермондта-Авалова), хотя закон, объявляющий об учреждении ордена, а также Статут ордена, были приняты Конституционным собранием Латвии 18 сентября 1920 года. Ежегодно 11 ноября, в день орденского праздника, происходили торжественные мероприятия и чествования кавалеров.
Орденом награждались военнослужащие латвийской армии (в том числе бывшие латышские стрелки) и иностранцы, которые принимали участие в борьбе за независимость или иным образом способствовали созданию и формированию латвийского государства.
Статут ордена был разработан капитаном Альбертсом Сталбе, кавалером ордена Лачплесиса 3-й степени.
Решение о награждении принимал Совет ордена. В состав Совета входил Президент Латвии (председатель), 7 депутатов Сейма и 7 кавалеров ордена Лачплесиса высшей степени.
Орден имел три степени. Награждения производились в строгой очерёдности степеней (это правило не было обязательным для награждения иностранцев).
Среди иностранцев, награждённых Военным орденом Лачплесиса, в основном главы государств, премьер-министры, крупные военачальники: командующий армией Эстонии генерал армии Йохан Лайдонер, польские маршалы Юзеф Пилсудский и Эдвард Рыдз-Смиглы, король Италии Виктор Эммануил III, премьер-министр Италии Бенито Муссолини, король Бельгии Альберт I, французский маршал Фердинанд Фош , чешский писатель генерал Рудольф Медек.
Военным орденом Лачплесиса награждена крепость Верден, за героизм её защитников во время Первой мировой войны.
В 1928 году награждение орденом было прекращено. Последней награждённой (посмертно) стала Элза Жиглевиц.
11 ноября 1929 года, во время празднования 10-летнего юбилея освобождения Риги и учреждения ордена Лачплесиса, было инициировано создание общества кавалеров Военного ордена Лачплесиса. Окончательно устав общества был оформлен 19 ноября 1931 года. С 11 ноября 1933 года общество кавалеров Военного ордена Лачплесиса издавало журнал «Лачплесис». После присоединения Латвии к СССР общество кавалеров продолжило свою деятельность в эмиграции: в Германии и США. В настоящее время общество прекратило свою деятельность.

## Знаки ордена
Знак ордена представляет собой золотой четырёхконечный стилизованный «огненный крест» (символ, похожий на свастику) белой эмали с широкой каймой красной эмали. В центре лицевой стороны круглый медальон белой эмали с широким металлическим ободком. В центре медальона изображён эпический герой Лачплесис, побеждающий в борьбе медведя.
Оборотная сторона креста без эмали. На верхнем и боковых лучах креста девиз ордена: «PAR / LAT— / WIJU» («За Латвию»); на нижнем луче гравировался номер, под которым кавалер вносился в кавалерские списки. Центральный медальон без эмали, в центре дата учреждения ордена в 2 строки: «11. NOVEMBRIS / 1919».
Между лучей креста — 2 скрещенных меча рукоятками вниз, проходящие через центр креста.
Размер знака: I степени — 61×57,5 мм; II степени — 48×46 мм; III степени — 41×39 мм.
Звезда ордена I степени — 16-конечная серебряная. На центр звезды наложен знак ордена. Диаметр звезды — 68,5 мм; накладного знака — 25 мм.
Лента ордена шёлковая муаровая, состоящая из 4 белых (серебряных) и 3 красных полос одинаковой ширины. Ширина ленты I степени — 101 мм.
| 1-я степень | 2-я степень | 3-я степень |
| ----------- | ----------- | ----------- |
|             |             |             |
|             |             |             |
|             |             |             |

## Правила ношения ордена
Кавалеры ордена I степени носили знак ордена у бедра на широкой ленте через правое плечо и звезду на левой стороне груди.
Кавалеры ордена II степени носили знак ордена на узкой ленте на шее.
Кавалеры ордена III степени носили знак ордена на узкой ленте на левой стороне груди.
Младшие степени не снимались при наличии старших.

## Кавалеры

### Кавалеры I степени
1-й степенью Военного ордена Лачплесиса было награждено 11 человек. Латвийских военнослужащих награждали в 1927—1928 годах, после иностранцев, причём нумерация была отдельная.
1. Фердинанд Фош, маршал Франции
2. Юзеф Пилсудский, маршал Польши
3. Альберт I, король Бельгии
4. Виктор Эммануил III, король Италии
5. Йохан Лайдонер, генерал Эстонской армии (кавалер всех 3-х степеней)
6. Мари-Эжен Дебени, генерал Французской армии
7. Янис Балодис, генерал Латвийской армии (кавалер всех 3-х степеней)
8. Оскарс Калпакс, полковник Латвийской армии (посмертно кавалер всех 3-х степеней)
9. Фридрих Бриедис, капитан 1-го латышского стрелкового полка (посмертно кавалер всех 3-х степеней)
10. Кришьянис Беркис, генерал Латвийской армии (кавалер всех 3-х степеней)
11. Бенито Муссолини, премьер-министр Италии

### Кавалеры II степени
2-й степенью Военного ордена Лачплесиса было награждено 18 латышей и 43 иностранца. Латвийских военнослужащих награждали в 1927—1928 годах, после иностранцев, причём нумерация была отдельная.
- Йохан Лайдонер, генерал Эстонской армии (кавалер всех 3-х степеней)
- Максим Вейган, генерал Французской армии
- Анри Альбер Ниссель, генерал Французской армии
- Морис Жанен, генерал Французской армии
- Эмманюэль дю Парке[латыш.], подполковник Французской армии
- Жан-Жозеф Бриссон[фр.], вице-адмирал Французского ВМФ
- Станислав Шептицкий, генерал брони Польской армии
- Джованни Мариетти, бригадный генерал Итальянской армии
- Мартин Ветцер[фин.], генерал Финской армии
- Эдвард Рыдз-Смиглы, маршал Польши
- Ян Сыровый, генерал Чехословацкой армии
- Станислав Чечек, генерал Чехословацкой армии
- Микулаш Чила[чеш.], генерал Чехословацкой армии
- Лев Прхала, генерал Чехословацкой армии
- Йозеф Петрш, полковник Чехословацкой армии
- Рудольф Медек, полковник Чехословацкой армии
- Карл Вилкама, генерал Финской армии
- Эрнст Левстрем, генерал Финской армии
- Оскар Энкель, генерал Финской армии
- Каарло Кивекяс, генерал Финской армии
- Яан Соотс, генерал Эстонской армии
- Эрнст Пыддер, генерал Эстонской армии
- Пауль Лилль, генерал Эстонской армии
- Андрес Ларка, генерал Эстонской армии
- Йохан Унт[эст.], генерал Эстонской армии
- Юхан Тырванд, генерал Эстонской армии
- Дамьен де Мартель[фр.], посол Франции в Латвии
- Сильвестрас Жукаускас, генерал Литовской армии
- Отто Гейнце, генерал Эстонской армии
- Йохан Питка, контр-адмирал Эстонского ВМФ
- Николай Реэк, генерал Эстонской армии
- Юлиуш Руммель, генерал Польской армии
- Биргер Аларик Окерман, генерал Финской армии
- Аарне Сихво[фин.], генерал Финской армии
- Лаури Мальмберг, генерал Финской армии
- Жюльен Клод Мари Состене Дюфье, генерал Французской армии
- Пьер Энен, генерал Французской армии
- Анри Бино, генерал Французской армии
- Эжен Пажези, генерал Французской армии
- Эрнест Эманюэль Этьеван, генерал Французской армии
- Мишель Лоран Мари Лафон, генерал Французской армии
- Гастон Эмиль Фурнье, полковник Французской армии
- Виктор Дюмон, полковник Французской армии

Латвийские:
- Янис Балодис, генерал (кавалер всех 3-х степеней)
- Оскарс Калпакс, полковник (посмертно кавалер всех 3-х степеней)
- Фридрих Бриедис, капитан 1-го латышского стрелкового полка (посмертно кавалер всех 3-х степеней)
- Кришьянис Беркис, генерал (кавалер всех 3-х степеней)
- Петерис Радзиньш, генерал
- Мартиньш Пеникис, генерал
- Оскарс Данкерс, генерал
- Карлис Гоппер, генерал
- Эдуард Калныньш, генерал
- Андрей Крустиньш, генерал
- Паулис Хасманис, полковник
- Людвиг Болштейн, генерал
- Янис Скуиньш, полковник
- Теодор Калниньш, полковник
- Янис Эзериньш[латыш.], полковник
- Артур Даннебергс, полковник
- Юлий Янсонс[латыш.], полковник
- Карлис Шепко, полковник

### Кавалеры III степени
3-й степенью Военного ордена Лачплесиса было награждено 1600 воинов латвийской национальной армии, 202 бывших латышских стрелка и 270 иностранцев. Также 3-й степенью ордена была награждена французская крепость Верден.

## Галерея
- Памятная доска на доме, где жил кавалер ордена Петерис Радзиньш
- Часовня кавалеров ордена Лачплесиса на Братском кладбище в Риге
- Фрагмент доски с именами кавалеров ордена Лачплесиса в часовне на Братском кладбище в Риге